# Воейков, Иван Лукич
Ива́н Луки́ч Воейко́в (1661—1726) — русский государственный деятель, московский вице-губернатор.

## Биография
Родился в 1661 году, происходил из древнего дворянского рода Воейковых. В возрасте тринадцати лет поступил на военную службу (1674). Служил стольником у Петра I. Участник всех походов и битв Северной войны.
Командовал Тобольским пехотным полком (1708—1711). В Литве в бою со Шведами 3 июля 1708 г. при местечке Головчине был ранен. В 1709 г. — на Полтавской баталии был пожалован в полковники.
С 10 августа 1711 г. — полковник Иван Воейков значился комендантом Великих Лук.
17 апреля 1719 г. пожалован в бригадиры и определён в Ригу комендантом Дерпт. Здесь получил указ царя о назначении в Московскую губернию в должности вице-губернатора (1719—1726). В связи с реорганизацией местного управления руководил выборами в Главный магистрат, созданный в Москве вместо Ратуши (1720).
При Иване Воейкове в 1720 году в Московской губернии проведена первая ревизия. Продолжалось каменное строительство в Кремле и Китай-городе, деревянное — в Белом и Земляном. Началось строительство так называемого большого Головинского дворца в Лефортове. В апреле 1721 года вместо сгоревшего заложен новый госпиталь на Яузе. В том же году открыта Математическая школа на Нижегородском подворье за счет губернских доходов. Высочайше утверждена новая печать Московской губернской канцелярии, на одной стороне которой изображен орел, а на другой — святой Георгий Победоносец. Изготовление печати поручено иноземному мастеру Яну Копию.
В 1723 году был назначен членом «Вышнего суда» для разбора дела и суда над бароном Петром Павловичем Шафировым.
В 1724 г. — имел чин генерал-майора.
Место смерти Воейкова неизвестно.